# بيتر فرديناندو
بيتر فرديناندو (بالإنجليزية: Peter Ferdinando)‏ هو ممثل بريطاني، ولد في 1953 بلندن في المملكة المتحدة.

## أعمال

### أفلام
- (2012) بياض الثلج والصياد[3]
- (2014)  نهوض إمبراطورية[4][5][6][7]

## وصلات خارجية
- بيتر فرديناندو على موقع IMDb (الإنجليزية)
- بيتر فرديناندو على موقع ألو سيني (الفرنسية)
- بيتر فرديناندو على موقع أول موفي (الإنجليزية)
- بيتر فرديناندو على موقع قاعدة بيانات الفيلم (الإنجليزية)
- بيتر فرديناندو على موقع كينوبويسك (الروسية)